# Julia Balbila
Julia Balbila (griego: Ἰουλία Βαλβίλλα, 72 d. C. - después del 130 d. C.) fue una poeta y noble romana. Mientras estaba en Tebas, de viaje por Egipto como parte de la corte imperial de Adriano, escribió tres epigramas que han sobrevivido.

## Biografía

### Familia
La familia de Balbila estaba relacionada con la familia real del reino de Comagene, un principado en lo que actualmente es Turquía y que fue anexionado por el Imperio Romano. Además de elementos egipcios y griegos, la ascendencia de Balbila incluía líneas armenias, medas, sirias y seléucidas. Balbila fue la segunda hija de Cayo Julio Arquelao Antíoco Epífanes y Claudia Capitolina. Su hermano mayor fue Cayo Julio Antíoco Epífanes Filopapo, uno de los primeros hombres de ascendencia oriental en convertirse en cónsul en Roma.
La abuela paterna de Claudia Capitolina era Aka II de Comagene, bisnieta de Antíoco I de Comagene. El padre de Balbila, fue el primogénito de Antíoco IV de Comagene y Julia Iotapa de Comagene. Tanto Antíoco IV como Iotapa eran descendientes de Antíoco I.
El abuelo materno de Balbila, de quien recibió su nombre, fue Tiberio Claudio Balbilus, un griego de ascendencia egipcia que era astrólogo y erudito. Se convirtió en uno de los magistrados de más alto rango de la orden ecuestre. Fue prefecto de Egipto del 55 al 59 d. C.  Balbilus y su padre, Trasilo de Mendes , gramático y astrólogo, fueron amigos de los primeros emperadores romanos, Tiberio, Claudio y Vespasiano.
Los abuelos paternos de Balbila, Antíoco IV de Comagene y Julia Iotapa fueron gobernantes títeres bajo Roma. Balbila nació y creció en Roma en la casa de su abuelo paterno. Antes de su nacimiento, Vespasiano había ordenado a Antíoco IV que abdicara del trono ya que él y su hermano, Calínico, fueron acusados de conspirar con el Reino de Partia contra Roma. Vespasiano concedió a Antíoco IV ingresos suficientes para una vida lujosa en Roma. Esto permitió que  Balbila y su hermano recibieran una educación griega tradicional. Más tarde, la familia se mudó a Atenas, donde el padre de Balbila murió en el año 92 d. C.  Su madre regresó a Alejandría donde se casó con Marco Junio Rufo, un político romano. Balbila vivió con ella durante un tiempo y después regresó a la casa de su hermano, Filopapo, en Atenas.
Filopapo se convirtió en senador y sirvió como cónsul hasta el año 109 d. C. Cuando este murió en el año 116 d. C., Balbila le construyó un monumento funerario, el Monumento a Filopapo, al suroeste de la Acrópolis de Atenas. Posteriormente, Balbila se casó con un aristócrata en Atenas pero no tuvo descendencia.

## Epigramas

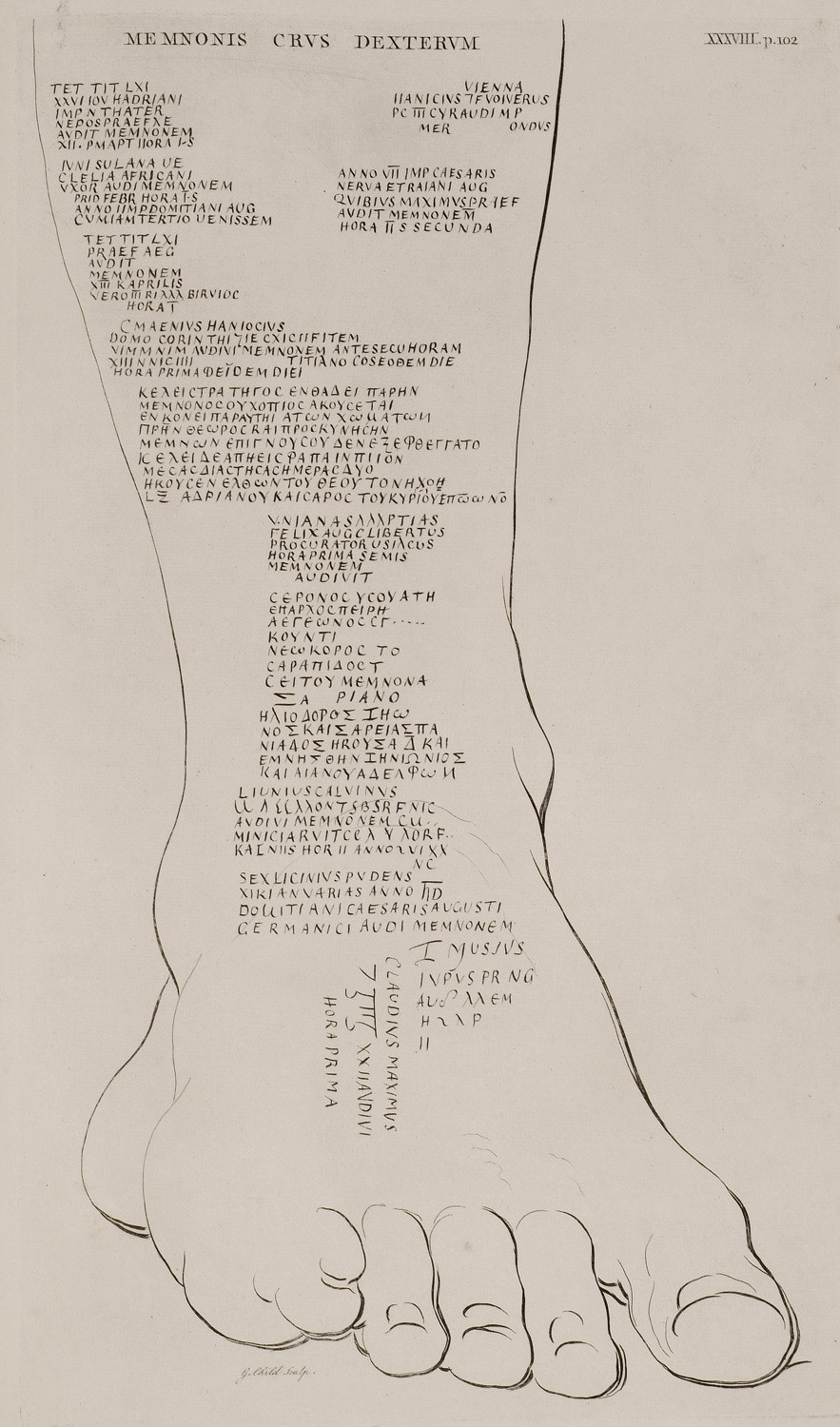
La pierna derecha de Memnon

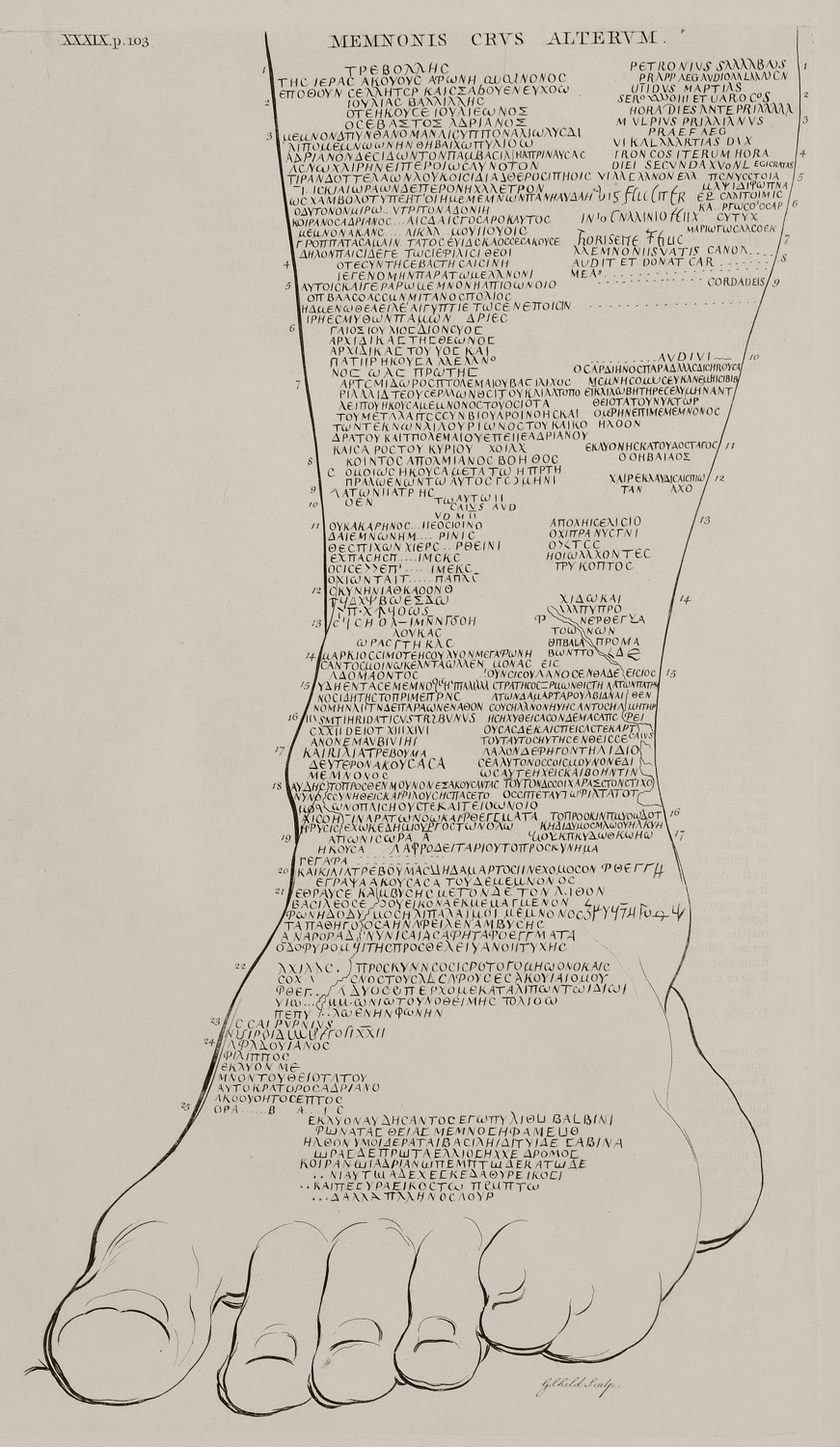
La pierna izquierda de Memnón.

Balbila fue amiga de Adriano y de su esposa, Vibia Sabina. En el año 129 d. C., los acompañó al Valle de los Reyes en el Antiguo Egipto.  Balbila recibió el encargo de registrar la visita. Balbila inscribió tres epigramas en griego eólico, conocidos como ' epigrammata ', en las piernas de los colosos de Memnón. Están compuestas en dísticos elegíacos y en una lengua que imita el lesbio de Safo.
La estatua pudo haberle recordado a Balbila las esculturas del monte Nemrut y el mausoleo de su antepasado, Antíoco I de Comagene, a cuya descendencia hace referencia en sus poemas. Los epigramas eran inscripciones públicas en honor a la familia imperial romana, que recuerdan a los actuales grafitis. Tienen elementos de ingenio, historia y mitología escritos en tono homérico. En los poemas hay metáforas y figuras retóricas. Inspirándose en Safo, Balbila también utilizó temas líricos tradicionales: el amor por las canciones y el gusto por las Musas.
El primer y el segundo epigrama cuentan la historia de un rey mítico de Etiopía, Memnón, asesinado por Aquiles en Troya y a quien el dios Zeus hizo inmortal. Balbila no se dirige a Memnón sino que halaga a Adriano y Sabina. Dedica el tercer epigrama a sus padres y abuelos y a su noble linaje. 
Un cuarto epigrama, en coplas elegíacas, titulado y quizás escrito por un tal "Demo" o "Damo" es una dedicatoria a las Musas. El poema se publica tradicionalmente con las obras de Balbilla, aunque la evidencia interna sugiere un autor diferente. En el poema, Demo explica que Memnón le ha mostrado un respeto especial. A cambio, Demo ofrece el regalo de la poesía, como un regalo al héroe. Al final de este epigrama, se dirige a Memnón, destacando su estatus divino recordando su fuerza y santidad. La evidencia interna en la pierna de Memnón sugiere que este poema fue escrito en algún momento del año 196 d. C. o después.